# شیردهی در ملأ عام

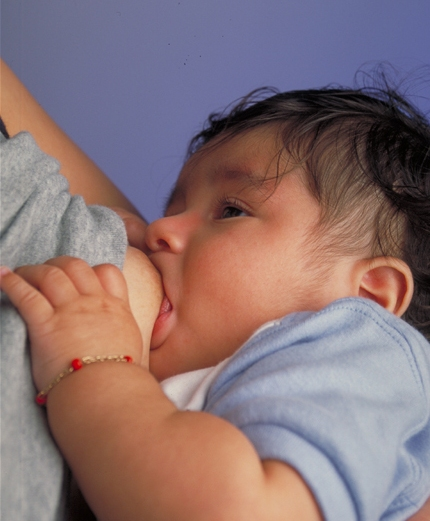
نوزادی در حال شیرخوردن

شیردهی آشکار یا شیردهی آشکارا یا شیردهی در شب به شیردهی یک نوزاد خارج از حریم‌های خصوصی و شخصی گفته می‌شود که می‌تواند برخلاف قوانین محلی حاکم بر جامعه در مورد لباس و پوشش باشد. از آنجا که شیردهی عملی ضروری و مفید برای یک نوزاد است و نیاز کودک به شیر تقریباً غیرقابل پیش‌بینی است، دولت‌ها قوانینی خاص را برای مادران شیرده در سراسر جهان برای رفاه آنها و کودکشان وضع کرده‌اند. مادران در بیشتر کشورهای جهان حق شیردهی در اجتماع، در محل کار و در ساختمان‌های دولتی را دارند و هیچ مانعی نمی‌تواند جلوی این عمل را بگیرد، اگرچه عده‌ای ممکن است از دیدن زنی در عموم در حال شیردهی خشنود نباشند و عده‌ای از مادران نیز از شیردهی در اجتماع پرهیز کنند.
نیاز یک کودک به شیردهی نمی‌تواند به صورت مطمئنه شناسایی شود، پس قوانین مشروع و عمومی در مورد قانون پوشش لباس و در معرض دید قراردادن تن برهنه بیشتر برای همین نیاز اتخاذ شده‌اند. بیشتر قوانین در سراسر جهان، شیردهی در اجتماع را ممکن می‌کنند و شرکت‌ها را برای منع کردن آن در محل کار، منع می‌کنند، اما بعضی مردم ممکن است از دیدن یک مادر با سینه باز و در حال شیردهی خشنود نشوند. بعضی مادران شیرده ممکن است نسبت به شیردهی در اجتماع بی‌میلی نشان دهند.

## مناطق مختلف و برخوردها
شیردهی در اجتماع در کشورهای مختلف بسته به فرهنگ و نظام کشور واکنش‌های متفاوتی دارد. برخی کشورها که در آن‌ها برای شیردهی قوانینی وضع شده‌اند به ترتیب زیر می‌باشد.

### کانادا
در کانادا، منشور حقوق و آزادی کانادایی حمایت‌هایی تحت برابری جنسی می‌دهد. اگر چه سازمان حمایت از حقوق بشر کانادا به صراحت شیردهی را در فهرست قرار نداده است.

### چین
در شانگهای، شیردهی در اجتماع شرم‌آور تلقی می‌شود. مبارزه‌هایی برای ساختن اتاق‌هایی برای نوزادان انجام گرفته بود.

### عربستان سعودی
زنان در عربستان سعودی باید زیر پوشش کامل شیردهی را انجام دهند.

### بریتانیا
شیردهی در اجتماع (رستوران‌ها، کافه‌ها، کتابخانه‌ها و غیره) تحت قانون ۱۹۷۵ تبعیض جنسی حمایت شده است. اگر کودک زیر سن ۶ ماه است، مادر دارای حمایت‌های بیشتری تحت لایحه الحاقی سال ۲۰۰۸ می‌باشد که حقوق بیشتری را برای مادران فراهم آورده است.
مطالعه‌ای از وزارت بهداشت بریتانیا نشان داد که ۸۴٪ (در حدود ۵ از ۶ نفر) از جمعیت بریتانیا شیردهی را در عموم در صورتی که با احتیاط انجام شود، عملی پسندیده می‌بینند، با این حال ۶۷٪ (۲ از ۳) مادران بریتانیایی در مورد افکار عمومی در مقابل شیردهی در اجتماع نگران هستد. در اسکاتلند برای مبارزه با این ترس‌ها، پارلمان اسکاتلند قانون حفاظت از آزادی زنان برای شیردهی عمومی را در سال ۲۰۰۵ تصویب کرد. این قانون اجازه می‌دهد تا کسی که از شیردهی در اماکن عمومی جلوگیری می‌کند بیش از ۲۵۰۰ یورو جریمه می‌شود.

### ایالات متحده
تخصیص لایحه‌ای در مجلس نمایندگان ایالات متحده آمریکا (HR 2490) با اصلاحیه‌ای به‌طور خاص با اجازه شیردهی عمومی همراه بود که به صورت قانون در ۲۹ سپتامبر ۱۹۹۹ به امضا رسید. این موضوع تصریح شده که هیچ‌کدام از سرمایه‌های دولت نباید زنان را در شیردهی فرزندان‌شان ممنوع در ساختمان‌های فدرال یا در اموال فدرال ممنوع کند. علاوه بر این، قانونی عمومی از ایالات متحده که در سال ۱۹۹۹ به تصویب رسیده بود، به‌طور خاص فراهم می‌کند که «در صورتی که زن و فرزندش مجاز به بودن در داخل یک ساختمان یا مکان دولتی هستند، او (مادر) مجاز هستند که فرزند خود را در هر نقطه ممکن شیردهی کند.» این قانون مربوط به تمام ایالات‌های آمریکا و هر ایالات قانون را به صورت اصلی پذیرفته و اجرا می‌کند.